# Флуоксетин
Флуоксетин, или по-точно неговата сол, флуоксетин хидрохлорид е известна с търговските наименования Prozac, Sarafem или в комбинация с оланзапин – Symbyax. Това е лекарствен продукт, използван като антидепресант от класа на селективните инхибитори на обратния захват на серотонина. Използва се при лечение на клинични форми на депресия, обсесивно-компулсивни разстройства, булимия, панични и предменструални дисфорични разстройства. Произвежда се и се продава на пазара от американската фармацевтична компания Eli Lilly and Company (кратко име Lilly). Въпреки наличността на по-нови лекарствени вещества, флуоксетина остава един от най-използваните антидепресанти.

## История
Трудът, на който впоследствие се дължи откритието на флуоксетина, започва още през 1970 в компанията Eli Lilly and Company, в резултат от сътрудничеството между Браян Молой и Робърт Ратбън. По това време е било известно, че антихистаминът дифенхидрамин показва известни антидепресантни свойства. За отправна точка започват с веществото 3-фенокси-3-фенилпропиламин, съединение структурно близко до дифенхидрамина, като Молой синтезира десетки негови производни. Тестването на физиологичните ефекти на тези вещества върху мишки води до откриването на низоксетина, селективен инхибитор на обратния захват на норадреналина, широко употребяван при множество биохимични експерименти.
По-късно, надявайки се да открие вещество инхибиращо единствено серотониновия обратен захват, друг учен от компанията, Дейвид Уонг, предлага отново да тества сериите за in vitro обратен захват на серотонин, норадреналин и допамин. Този тест направен от Джон-Сър Хорнг през май 1972, показва, че веществото, по-късно наречено флуоксетин, дава най-силен ефект от сериите. Уонг публикува първата статия за флуоксетина през 1974. Година по-късно му е дадено официалното химическо наименование флуоксетин, а Eli Lilly and Company му дават търговското наименование Prozac.
Публикуването на статията „Prozac, първият инхибитор на обратното серотониново улавяне и антидепресантно лекарство“, от служители на компанията, твърдяща, че флуоксетинът е първият от този клас вещества, предизвиква съществена полемика. Две години по-късно се налага да добавят поправката, признаваща, че първото от групата лекарства е зимелидинът, разработен от Арвид Карлсън и колеги. За първи път флуоксетинът се появява на белгийския пазар през 1986 г. и бива одобрен за употреба от Американската агенция за храни и лекарства (FDA) през декември 1987. По това време флуоксетинът е четвъртото по ред лекарство от класа си, в употреба след зимелидина, индалпина и флувоксамина. Въпреки това първите две биват изтеглени от пазара, след като проявяват множество странични ефекти и благодарение на ожесточената рекламна кампания от Lilly, която осигурява възприемането на флуоксетина сред обществото като научен пробив и често свързван с титлата на първия по рода си.
Патентът на Lilly за Prozac (флуоксетин) в САЩ изтича през през август 2001 г., поражда приток от генерични лекарства на пазара. Prozac е преименуван на Sarafem, за лечение на предменструално дисфорично разстройство, като опит да се задържи следпатентното намаление на продажбите на флуоксетин от Lilly.

## Показания
Одобрен от Изпълнителна агенция по лекарствата (ИАЛ) за лечение на депресия, обсесивно-компулсивни разстройства, булимия, панични и предменструални дисфорични разстройства. При шестседмични контролни тестове флуоксетинът показва много добра ефективност, като заедно с това се наблюдава премахване на тревожността и подобряване на съня. Флуоксетинът показва по-добър ефект от плацебо за превенция на повторението на депресията при пациенти, първоначално лекувани с флуоксетин, след като биват подложени допълнително 38 седмици. Ефикасността на флуоксетина в гериатрията и педиатрията е също демонстрирана при плацебо-контролирани изследвания.
Тъй като нивата на флуоксетин в мозъка нарастват изключително бавно за период от около 5 седмици от началото на лечението, остава неясно дали установената оптимална доза от 20 mg/ден при краткосрочните изследвания (6 – 8 седмици) е приложима за по-дълъг период на поддържащо лечение. Установено е, че доза от 60 mg на седмица е еквивалентна на 20 mg/ден за продължително лечение на пациенти, повлияващи се от дозата за краткосрочно лечение (20 mg/ден). Освен това 5 mg/ден флуоксетин показва по-добър ефект от плацебо и сходен с доза от 20 mg/ден, и една седмична доза от 80 mg са еквивалентни на 60 mg/ден или 150 mg/ден амитриптилин. Също така увеличаване на дозата до 60 mg/ден при неповлияващи се от лечението с 20 mg/ден не донася никакви ползи в сравнение с продължаване на лечението с 20 mg/ден.
Последни проучвания показват, че значителна част от съпротивлението към други лекарства от групата на инхибиторите на обратния захват на серотонина – пароксетин (Paxil) и циталопрам (Celexa) може да се обясни с генетична вариация на P преносителя. Пароксетин и циталопрам, субстрати на P преносителя, активно се пренасят от него към мозъка. Флуоксетинът не е негов субстрат, поради това смяната от пароксетин или циталопрам на флуоксетин е благоприятна за неповлияващите се от лечението.
Обсесивно-компулсивното разстройство е успешно лекувано с флуоксетин при 13-седмични плацебо-контролирани изследвания, две при възрастни и едно при деца. По-високите дози флуоксетин показват по-добър резултат, докато обратното се наблюдава при лечението на депресия. Флуоксетинът значително, с 40 – 50 %, намалява честотата на пристъпи на паника в две контролирани изследвания при пациенти с гранично разстройство. При три други изследвания флуоксетинът демонстрира значително намаляване на проявите на булимия. Продължителното целогодишно лечение на пациентите, първоначално повлияли се от лечението, е по-ефективно от плацебо за превенция на епизоди на булимия.

## Странични ефекти
Един от основните странични ефекти на Prozac е появата на симптома атаксия, при който пациентът не е способен да координира волевите мускулни движения. При по-изразените случаи някои пациенти изпитват закъсняла дискинезия, което се изразява в изключително нестандартни движения на тялото, които водят до спазми на мускулите – положение, което може да остане за по-дълго време, след като приема на лекарството е преустановен. Някои съвременни изследвания предупреждават за възможен стремеж към самоубийство вследствие приемане на Prozac.

## Често срещани търговски имена
- Prozak
- Prozack
- Prosak

### За повече информация
- ((en)) Въпроси и отговори за Prozac